# Australia (film din 2008)
Australia este un film din 2008, un film epic romantic regizat de Baz Luhrmann și avându-i ca protagoniști pe Nicole Kidman și Hugh Jackman. Este al doilea film australian cu cele mai multe vânzări din toate timpurile, după filmul Crocodile Dundee. Scenariul a fost scris de Luhrmann și scenaristul Stuart Beattie, împreună cu Ronald Harwood. Filmul este o povestire cu personaje, cu acțiunea între 1939 și 1942 în timpul unor evenimente dramatice din nordul Australiei, așa cum a fost bombardarea orașului Darwin din cel de Al doilea război mondial. Producția a fost filmată în Sydney, Darwin, Kununurra, și Bowen. Filmul trebuia să fie difuzat în 13 noiembrie 2008 în Australia și în 16 noiembrie 2008 în Statele Unite; dar Fox a anunțat că a amânat premiera în Australia și în Statele Unite, până în 26 noiembrie 2008, cu difuzarea filmului în lumea întreagă de la sfârșitul lunii decembrie 2008 și până în ianuarie și februarie 2009.

## Subiectul filmului
În 1939, Lady Sarah Ashley (Nicole Kidman) călătorește din Anglia până în nordul Australiei pentru a-l forța pe soțul ei să vândă ferma de vite falimentară, Faraway Downs. Soțul ei îl trimite pe un văcar independent (Hugh Jackman) pe nume "Drover" la Darwin ca să o ducă la Faraway Downs. Soțul doamnei Sarah, care voia să vândă 1500 de vite armatei, este ucis cu puțin timp înainte de sosirea ei. Între timp, administratorul de la Faraway Downs, Neil Fletcher (David Wenham) încearcă să ia sub control Faraway Downs astfel încât Lesley "Regele" Carney (Bryan Brown) să dețină monopolul în Teritoriul de nord, ceea ce îi va mări influența pe care o are în armata australiană. Fletcher pretinde că ucigașul soțului ei este un bătrân aborigen australian cu puteri magice, "Regele George" (David Gulpilil).